# Angelis Gatsos
Angelis Gatsos (Griego:; en búlgaro: Ангел Гацов) (1771–1839) era un comandante militar griego eslavo durante la Guerra de Independencia de Grecia. Nació en el pueblo de Sarakinovo, hoy conocido como Sarakinoi (municipio de Almopia, Pella unidad regional). 
A pesar del origen búlgaro de Gatsos, en la primera mitad del siglo XIX, la religión fue el factor clave de identificación de las comunidades locales en el Imperio Otomano, mientras que la fraternidad ortodoxa aún unida, abrazó sentimientos pro-griegos.
Desempeñó un papel importante durante la Guerra de Independencia griega, no solo en Macedonia, sino también en Grecia central. Se unió a las bandas de klepht de Macedonia Central a la edad de 20 años y desempeñó un papel destacado durante la liberación de Naousa de los otomanos en febrero de 1822. Después de que el ejército otomano destruyera la ciudad, escapó con Anastasios Karatasos al sur de Grecia, donde Participó en muchas batallas de la Revolución. En 1826 viajó a Eubea, donde creó su propia banda y participó en la batalla de la isla Atalanti. Después de la creación del Estado griego independiente, se unió al ejército y murió en Chalkida con el grado de coronel en 1839.  

## Galería

Estatua de Angelis Gatsos en Aridaia, Pella unidad regional.
Un busto en Naousa, Imathia